# Romeins theater van Ascoli Piceno
Het Romeins theater van Ascoli Piceno (regio Marche, Italië) dateert van de 1e eeuw voor Christus. Dit was een periode dat het Romeinse Rijk de veroverde gebieden in Midden-Italië consolideerde. 

## Historiek
Bij de bouw van dit Romeins theater wordt consul Gnaeus Pompeius Strabo genoemd. Strabo was een rijke Romein afkomstig uit de streek, die toen de naam Picenum droeg. Het theater bevindt zich ten westen van de stad Ascoli Piceno, op een heuvelrug, genoemd de Colle dell’Annunziata. De Romeinen legden de eerste stenen op de resten van een klein Oud-Grieks theater; ook is het mogelijk dat de Romeinen dit Grieks theater hebben afgebroken alvorens een eigen theater te bouwen. De traditie wil dat de opstand van Ascoli (91 voor Christus) begon in het theater van Ascoli Piceno. Deze opstand was een klassenstrijd waarbij de stedelingen in Ascoli het Romeins staatsburgerschap opeisten.
In de 1e eeuw na Christus werd het theater nog meer uitgebouwd. Het bevatte een grote wachtzaal, een zuilengang, een orkestplaats en gangen tot de hoogste plek van het theater. Het podium van het amfitheater staat naar het noorden, zodat er theaterstukken overdag konden plaats vinden zonder dat toeschouwers hinder van de zon hadden. De maximale diameter van het theater bedroeg 95 meter.
Na de Val van het West-Romeinse Rijk en de vernielzucht door de Longobarden (5e eeuw) werd het theater van Ascoli Piceno niet meer gebruikt. In de loop van de eeuwen kwamen de stedelingen stenen ophalen voor bouwconstructies. Zo zijn zo goed als alle zittreden van de cavea verdwenen. 
In 1932 gebeurden de eerste opgravingen. Er volgden er nog tot 1959. In 2010 was het theater zodanig ingericht dat er muziekmanifestaties kunnen worden gehouden.